# João de Badajoz
João de Badajoz (ou João de Badajós) (fl. 1523/1558) foi um músico e compositor português do Renascimento.

## Biografia

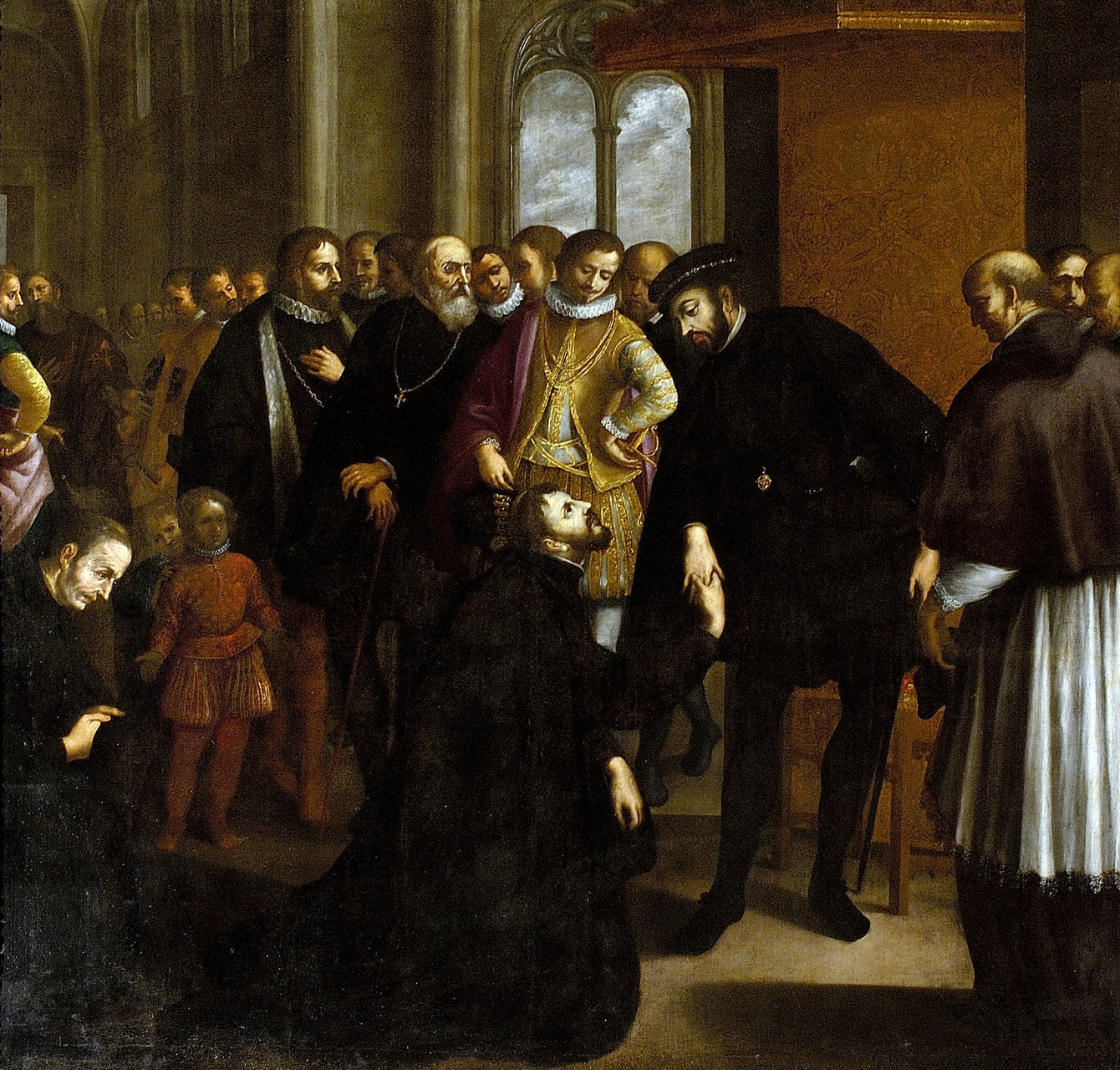
Nesta pintura setecentista José de Avelar Rebelo representa D. João III em audiência com Francisco Xavier e rodeado da sua corte.

De João de Badajoz subsistem poucos dados biográficos. A primeira referência ao músico encontra-se no "Auto de Inês Pereira" (1523) de Gil Vicente; é uma típica menção que este dramaturgo português frequentemente fazia a personalidades conhecidas na corte: "Falamos a Badajoz / musico, discreto, solteyro, / este fora o verdadeyro / mas soltousenos da noz". Uma outra referência, esta de 1547 e novamente por um dramaturgo, António de Portalegre dá-o como músico de câmara do rei D. João III e autor de um romance para o seu auto "Pranto da Senhora a caminho do Monte Calvário". O cargo real manteria até, pelo menos, 1558, ano em que surge numa lista de músicos do mesmo rei português, juntamente com Gonçalo de Baena.

## Controvérsia
João de Badajoz era nomeado pelo seu apelido, Badajoz este facto fez com que fosse proposto por diversos autores como o poeta "Badajoz" e/ou "Badajoz el músico" presente no "Cancionero General" (1511) de Hernando del Castillo e também como o compositor "Badajos" presente no Cancioneiro de Palácio. Esta identificação não é unânime e, em verdade, o mesmo poderia ser dito de Garci Sánchez de Badajoz, autor de que não se conhece atividade como compositor mas como poeta. Existe também a hipótese de representarem personalidades distintas.

## Obras

### Atribuição provável
- Gonçalo de Baena (1540) – Arte de Tanger (Lisboa: Casa de Germam Galharde):
  - "Pange lingua" a 3vv ([João de] Badajoz)[5][6]

### Perdidas
- António de Portalegre (1547) – "Pranto da Senhora a caminho do Monte Calvário":
  - Romance ([João de] Badajoz musico da camara del rey nosso senhor)[2]

### Atribuição incerta
- Cancioneiro de Palácio:[7]
  - "Malos adalides fueron" a 3vv (Badajos)
  - "Mi mal por bien es tenido" a 4vv (Badajos)
  - "¡Oh desdichado de mí!" a 3vv (Badajos)
  - "Poco a poco me rodean" a 3vv (Badajos)
  - "Puse mis amores" a 3vv (Badajos)
  - "Quien pone su afición" a 3vv (Badajos)
  - "Quien te hizo, Juan pastor" a 3vv (Badajos)
  - "Suspiros, no me dejéis" a 3vv (Badajos)

- Hernando del Castillo (1511) – Cancionero General (Valência:Cristóbal Kofman):[8]
  - "Carta bienaventurada" (Badajoz)
  - "Mucho en estremo holgara" (Badajoz)
  - "A los animales brutos" (Badajoz el musico)
  - "Amores tristes crueles" (Badajoz el musico)
  - "Muchas vezes vi por cierto" (Badajoz el musico)
  - "O ymagen de mi gloria" (Badajoz el musico)
  - "Sospiros no me dexeys" (Badajoz el musico)
  - "Todo plazer me desplaze" (Badajoz el musico)